# Zurow
Zurow ist eine Gemeinde im Osten des Landkreises Nordwestmecklenburg in Mecklenburg-Vorpommern (Deutschland). Die südöstlich der Hansestadt Wismar gelegene Gemeinde wird vom Amt Neukloster-Warin mit Sitz in der Stadt Neukloster verwaltet.

## Geographie
Das Gemeindegebiet Zurows liegt im Übergangsbereich vom Hügelland östlich der Wismarer Bucht zum äußersten Nordwesten der Sternberger Seenplatte. Die von drei kleinen Seen umgebene Gemeinde ist etwa elf Kilometer von der Hansestadt Wismar entfernt.
Umgeben wird Zurow von den Nachbargemeinden Neukloster im Nordosten, Lübberstorf, Warin und Bibow im Südosten, Jesendorf im Süden, Lübow im Westen sowie Hornstorf und Benz im Nordwesten.

### Ortsteile
Zu Zurow gehören die Ortsteile
- Fahren
- Kahlenberg
- Klein Warin
- Krassow
- Nakenstorf
- Reinstorf
- Schmakentin

## Geschichte
Zurow war ein slawisches Dorf und danach ein mittelalterliches Kirchdorf. Der Name geht auf das slawische Wort zurowy zurück, die Bezeichnung für eine Art Heidelbeere. Die gotische Dorfkirche stammt vom Ende des 14. Jahrhunderts. Das Einzelgut wurde 1303 erstmals erwähnt.
Das ritterschaftliche Landgut Zurow befand sich bis zur entschädigungslosen Enteignung auf Grund der Verordnung über die Bodenreform vom 5. September 1945 über 20 Jahre im Besitz des Druckereibesitzers und Verlegers Wilhelm Girardet, der von 1924 bis 1945 eine Reihe von Maßnahmen zur grundlegenden Modernisierung des Betriebes und dessen Leistungssteigerung eingeleitet hatte (Meliorationen, Stromversorgung, Aufforstung Schmiedeberg, Wasserleitung vom Weißensee zur Versorgung von Gutshaus und Dorf, Kanalisation, Einrichtung moderner Werkstätten).  1945 wurden etwa 70 Siedlern Teilflächen mit jeweils unter 10 Hektar je Siedlerfläche zugewiesen und übereignet. Ab 1952 brachten die Siedler (einige nur unter massiven Druck) ihre Flächen in die neugegründete LPG „Fortschritt“ ein. Diese wurde später mit vier anderen Produktionsgenossenschaften und Betrieben der Nachbarschaft zusammengelegt und umfasste schließlich 5.000 ha Nutzfläche, mit Ausrichtung zunächst auf Pflanzen- und Tierproduktion. Im Rahmen der befohlenen Spezialisierung wurde die Tierproduktion ausgegliedert. Umfangreiche Stallungen für eine industriell ausgerichtete Massentierhaltung (200 Milchkühe, 2 × 5.000 Schweine/Jahr) wurden gebaut. Dieser Wirtschaftszweig brach schon bald nach der deutschen Einigung zusammen, die Ställe verfielen.
In Nakenstorf befand sich zu DDR-Zeiten ein Ferienlager mit Bungalow-Bauten, in denen sich auch französische Kinder erholen konnten.

### Eingemeindungen
Am 1. Juli 1950 wurde die bisher eigenständige Gemeinde Ravensruh eingegliedert. Klein Warin wurde am 1. Januar 1957 nach Reinstorf eingemeindet. Die Gemeinde Reinstorf verlor am 1. Juli 1961 ihre Selbständigkeit und wurde nach Zurow eingemeindet. Krassow kam am 1. Januar 2002 hinzu.

## Sehenswürdigkeiten

### Bauwerke

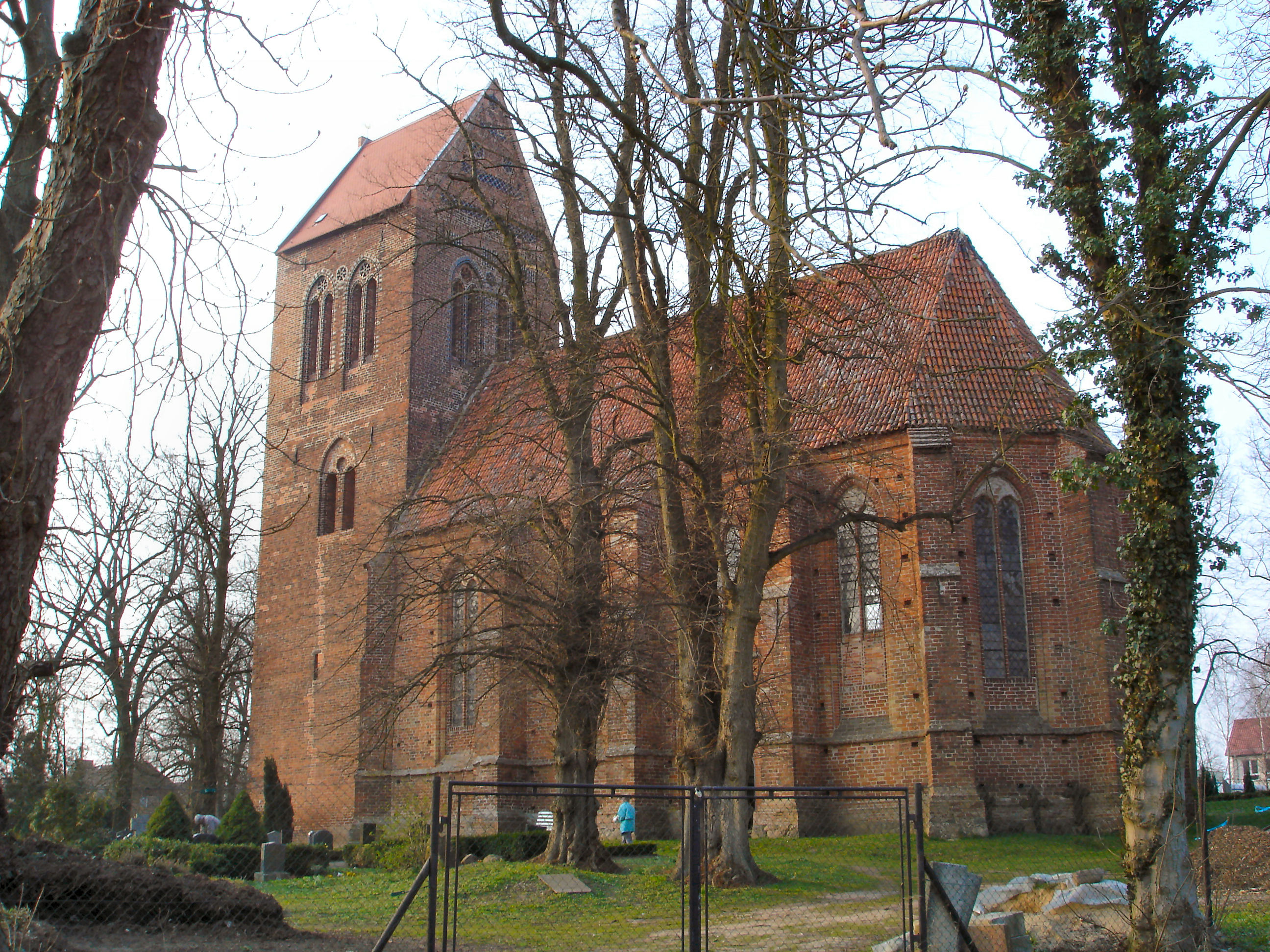
Dorfkirche in Zurow

- Gotische Dorfkirche Zurow aus Backstein vom Ende des 14. Jahrhunderts  mit der rund 900-jährigen Kirchlinde. Die 1462 gegossene Glocke hat seltene, kunsthistorisch bedeutsame Glocken-Ritzzeichnungen, die in einem Werk der Kunsthistorikerin Ingrid Schulze  gewürdigt werden[5].
- Neobarockes, neunachsiges Gutshaus als zweigeschossiger Putzbau von 1837 mit übergiebeltem Mittelrisalit, Krüppelwalmdach und Dachreiter mit geschwungener Glockenhaube; heute Ferienwohnhaus. Die Gutsanlage wurde 1303 erstmals erwähnt.[6]
- Rohrgedeckter Dreiseitenhof in Reinstorf

### Kirchlinde Zurow

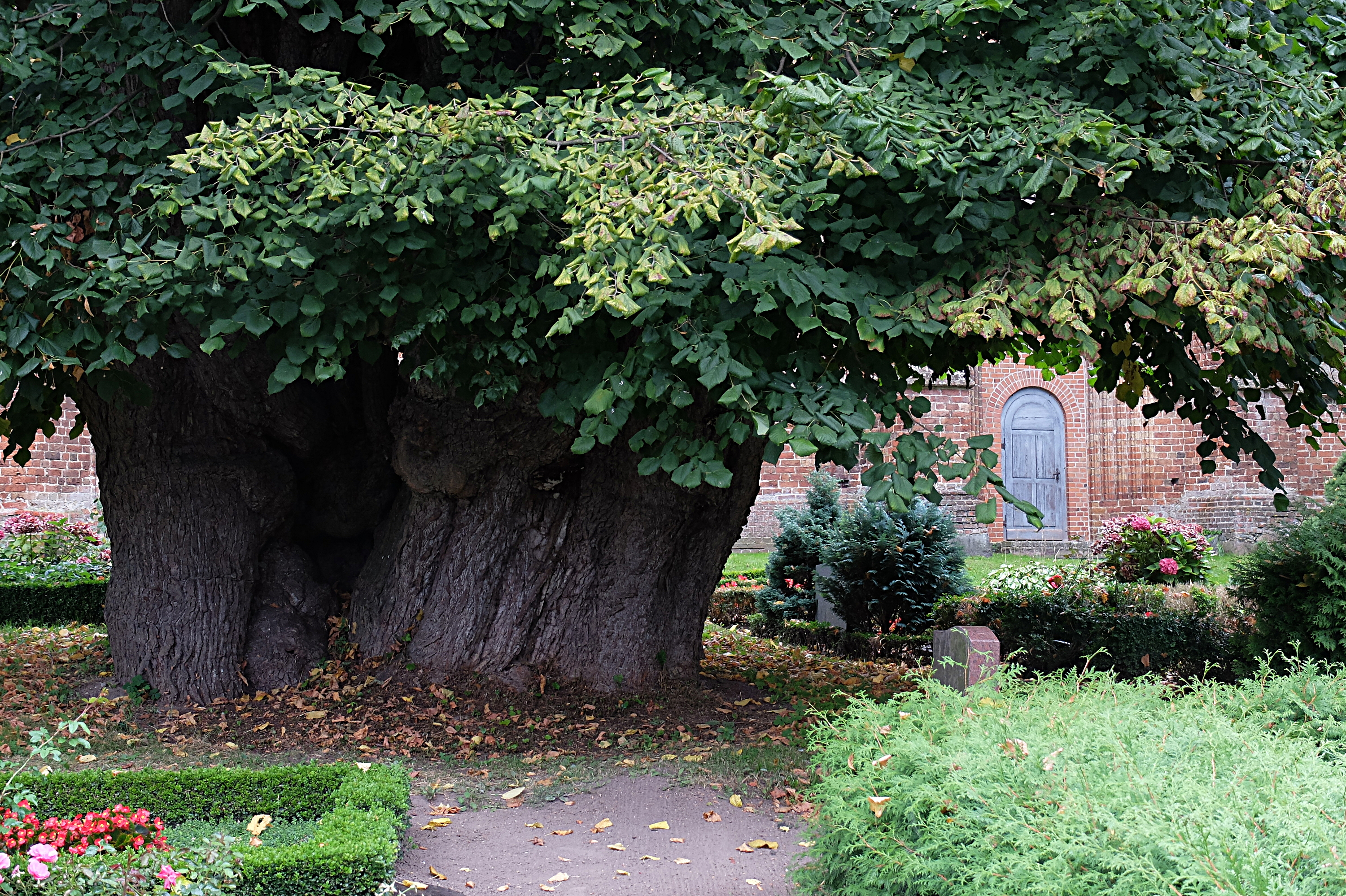
Kirchlinde Zurow

Die alte Kirchlinde steht im noch bis heute als Friedhof genutzten Kirchhof der historischen Backsteinkirche des Orts. Die als Naturdenkmal ausgewiesene und in die Liste markanter und alter Baumexemplare in Deutschland eingetragene Sommerlinde zählt zu den ältesten Bäumen Deutschlands; ihr Alter wird dort mit 900 Jahren angegeben. Für wahrscheinlicher gehalten wird aber ihre Pflanzung für 1345, dem Jahr, als die Kirche erbaut wurde.
Der mächtige Stamm des Baumveterans wurde um das Jahr 1800 bei einem Gewittersturm auseinandergebrochen; ein großer Teil der Krone ging dabei verloren. Die Linde hat sich aber davon erholt und sich durch Überwucherungen selbst geheilt. Der verbliebene Stammrest hatte bei einer Messung 2011 einen Umfang von 9 m. Mit seiner neu gebildeten Krone erreicht der Baum inzwischen wieder eine Höhe von 15 Metern.

## Politik

### Gemeindevertretung und Bürgermeister
Der Gemeinderat besteht (inkl. Bürgermeister) aus 10 Mitgliedern. 
Die Wahl zum Gemeinderat am 9. Juni 2024 hatte folgende Ergebnisse:
| Partei/Bewerber           | Stimmen | Sitze                |
| ------------------------- | ------- | -------------------- |
| Wählergemeinschaft Zurow  | 1672    | 8                    |
| Die Linke                 | 265     | 1 (nicht angenommen) |
| Einzelbewerber Kröppelien | 166     | 1                    |
| Einzelbewerber Dorin      | 87      | 0                    |

Bürgermeister der Gemeinde ist Mathias Hirsack, er wurde mit 510 Stimmen gewählt. Eckhart Stelbrink, DIE LINKE, unterlag mit 229 Stimmen.
Die Wahl zum Gemeinderat am 26. Mai 2019 hatte folgende Ergebnisse:
| Partei/Bewerber           | Prozent | Sitze |
| ------------------------- | ------- | ----- |
| Wählergemeinschaft Zurow  | 57,03   | 6     |
| Die Linke                 | 14,63   | 1     |
| Einzelbewerber Kröppelien | 7,06    | 1     |
| Einzelbewerber Schröder   | 6,64    | 1     |
| Einzelbewerber Dorin      | 5,14    | 1     |

Bürgermeister der Gemeinde war bis Juli 2024 Eckhardt Stelbrink, er wurde mit 74,23 % der Stimmen gewählt.

### Wappen
| Wappen von Zurow | Blasonierung: „Gespalten; vorn in Gold ein schwebender, spitzbedachter roter Kirchturm mit drei (2:1) Spitzbogenfenstern, einer Luke und einer geschlossenen Spitzbogentür; hinten in Grün ein silberner Wellenfaden, begleitet: oben von einem goldenen Rad mit acht über die Felge ragenden Speichen, unten von einem goldenen Kleeblatt.“ |
| Wappen von Zurow | Wappenbegründung: In dem Wappen wird mit dem Kirchturm auf die Zurower Kirche, einen einschiffigen Backsteinbau, verwiesen, deren Schiff im späten 14. Jh. errichtet worden ist. Der mit reichen Dekor verzierte Turm entstammt erst dem 15. Jh. Der Wellenfaden soll auf die kleinen Gewässer der näheren Umgebung hindeuten, das Rad und das Kleeblatt sollen den traditionellen Haupterwerbszweig der Einwohner versinnbildlichen, die Landwirtschaft, vor allem die Landwirtschaftstechnik, den Ackerbau und die Viehwirtschaft. Das Wappen und die Flagge wurde von dem Schweriner Heraldiker Heinz Kippnick gestaltet. Es wurde zusammen mit der Flagge am 16. Dezember 2002 durch das Ministerium des Innern genehmigt und unter der Nr. 271 der Wappenrolle des Landes Mecklenburg-Vorpommern registriert. |

### Flagge
Die Flagge ist gleichmäßig und quer zur Längsachse des Flaggentuchs von Grün und Gelb gestreift. In der Mitte des Flaggentuchs liegt, auf jeweils ein Drittel der Länge des grünen und des gelben Streifens übergreifend, das Gemeindewappen. Die Länge des Flaggentuchs verhält sich zur Höhe wie 5:3.

### Dienstsiegel
Das Dienstsiegel zeigt das Gemeindewappen mit der Umschrift „GEMEINDE ZUROW • LANDKREIS NORDWESTMECKLENBURG“.

## Wirtschaft und Infrastruktur
Zurow verfügt über eine Kindertagesstätte in Trägerschaft der Johanniter. Nach der Schließung der Verbundenen Haupt- und Realschule, und 2006 auch der Grundschule, dauerte es 10 Jahre, bis 2016 durch Elterninitiative eine Freie Waldorfschule entstand. In der Dorfschule Wismarer Land lernen über 80 Kinder in den Klassen 1-8 (2024) mit Schwerpunkt Handlungspädagogik.
Zwei Agrarbetriebe bewirtschaften die Nutzfläche der Umgebung. Des Weiteren besteht in Zurow ein Tiefbaubetrieb und eine Baustoffaufbereitung, im Ortsteil Reinstorf wird eine Mosterei und im Ortsteil Klein Warin eine Zimmerei betrieben. An der Bundesstraße 192 wurde ein Gewerbegebiet errichtet. In Zurow gibt es auch noch ein Reifenservice, einen Oldtimer- und Landmaschinenhändler und ein Nagelstudio sowie auch ein Kosmetikstudio, ein Hort, ein Arzt und ein Frisör.
Ein Nottelefon ist auch vorhanden. Zurow liegt an der Busstrecke Wismar-Neukloster-Blankenberg und wird täglich mehrfach durch die Linien von Nahbus angefahren.
Die Ortsteile Klein Warin und Nakenstorf liegen im Bereich des Neuklostersees und des Großen Wariner Sees im Naturpark Sternberger Seenland. Die touristischen Angebote umfassen neben dem Reiterhof in Klein Warin auch Pensionen und Hotels.

## Verkehrsanbindung
Durch die Lage an der Bundesautobahn 20 mit direkter Anschlussstelle ist Zurow an das überregionale Straßennetz angeschlossen. Zurow ist der Ausgangspunkt der Bundesstraße 192 nach Neubrandenburg. Die nächsten Bahnhöfe befinden sich in Hornstorf und Wismar.

## Persönlichkeiten
- Eberhard von der Decken (1812–1871), hannoverischer Oberst und später preußischer Generalmajor
- Wilhelm Uhthoff (1853–1927), Augenarzt
- Walter Lehmbecker (1898–1980), Oberstudienrat, Heimatforscher und Schriftsteller